# Zethus sichelianus
Zethus sichelianus är en stekelart som först beskrevs av Henri Saussure 1875.  Zethus sichelianus ingår i släktet Zethus och familjen Eumenidae. Inga underarter finns listade i Catalogue of Life.